# Der Buchspazierer (Roman)
Der Buchspazierer ist ein 2020 erschienener Roman des deutschen Schriftstellers Carsten Henn aus dem Piper Verlag. Das Buch stand über 100 Wochen auf der Spiegel-Bestsellerliste und wurde bereits in über 35 Sprachen übersetzt (Stand 2/2025). 2024 kam die gleichnamige Verfilmung in die Kinos.

## Handlung
Der 70-jährige Carl Christian Kollhoff arbeitet als Buchhändler in der Buchhandlung Am Stadttor in einer kleinen Stadt. Er lebt für sich und zurückgezogen und vermeidet den Kontakt zu anderen Menschen. Abends nach Ladenschluss nimmt er jedoch besondere Lieferungen vor: Er bringt einigen seiner Kunden die bestellten Bücher nach Hause. Für Kollhoff sind diese Kunden fast Freunde, während der Buchhändler wiederum für sie ihre Verbindung zur Außenwelt ist.
Sie erinnern ihn an Romanfiguren, weshalb Kollhoff sich insgeheim Spitznamen für sie ausgedacht hat. Er nennt sie zum Beispiel Effi Briest, Mr. Darcy oder auch Frau Langstrumpf.
Eines Tages schließt sich die neunjährige Schascha dem, wie sie ihn nennt, „Buchspazierer“ auf seinem Rundgang an. Sie ist kürzlich mit ihrem Vater in die Stadt gezogen und liebt Bücher über alles. Der mürrische Buchhändler ist zunächst gar nicht begeistert von seiner neuen Begleitung, aber Schascha lässt sich nicht beirren. Schon bald schleicht sich das kleine Mädchen in sein Herz und in diejenigen seiner Kunden. Allmählich gelingt es ihr, den Buchspazierer aus seiner Isolation hervorzulocken, aber das Glück währt nicht lange.
Durch die Modernisierung der kleinen Buchhandlung verliert Carl Kollhoff seinen Job und damit auch seinen Sinn im Leben. Schascha kann und will das nicht hinnehmen. Sie bittet Carls Freunde um Hilfe, die für sie über ihren Schatten springen und sich der Welt stellen. Gemeinsam gelingt es ihnen, dem Buchspazierer wieder neuen Mut zu machen.

## Rezeption
Die Rezeption des Romans in der Presse war sehr positiv. Kennzeichnend für Der Buchspazierer war für viele Kritiker und Kritikerinnen die Warmherzigkeit der Geschichte. So bezeichnet die Literaturkritikerin Elke Heidenreich den Roman als „De[n] Wohlfühlroman für alle Buchliebhaber.“ Die Redaktion von Deutschlandfunk Kultur beschreibt den Roman als eine „wundervolle, schützende Umarmung“ in der Sendung Lesart. Während laut des Frauenmagazins Brigitte „Der Buchspazierer“ ein Roman „zum Einkuscheln [ist], ein Buch das wärmt und Zuversicht spendet. Genau das Richtige für alle, die wissen, wie wichtig ein gutes Buch sein kann.“ Ähnlich urteilt auch das Frauenmagazin Freundin: „Ein echtes Herzensbuch, das nicht nur eine Hommage an Bücher ist, sondern tiefer geht.“ In der WDR-Sendung Hier und heute wurde der Ton des Romans gelobt: „Ein Buch, in dem es um Bücher geht, muss in einem angemessenen Stil geschrieben sein. Das gelingt Carsten Henn mit wunderbaren Formulierungen und Sätzen, die man gleich auswendig lernen möchte. Ein Buch zum Oft- und Immerwieder-Lesen.“

## Verfilmung
Im Frühjahr 2023 kündigten die deutschen Produktionsfirmen Wüste Film, Wüste Film West in Ko-Produktion mit studiocanal GmbH, ARD Degeto und Gretchenfilm die Verfilmung des Romans an. Der Dreh startete am 13. Juni und dauerte bis zum 28. Juli 2023. Gefilmt wurde in Hamburg und in Stolberg (Rhld.) sowie Kornelimünster in Nordrhein-Westfalen. Neben Schauspieler Christoph Maria Herbst in der Rolle des titelgebenden Buchspazierers standen unter anderem Ronald Zehrfeld, Maren Kroymann und Edin Hasanović vor der Kamera. Der deutsche Kinostart erfolgte am 10. Oktober 2024.